# خولیان پالاسیوس
خولیان پالاسیوس (زاده ۲۲ اوت ۱۸۸۰ – درگذشته ۱۹۴۷) یک مهندس معدن و تاجر اسپانیایی بود که از سال ۱۹۰۰ تا ۶ مارس ۱۹۰۲ به عنوان اولین رئیس رئال مادرید شناخته می‌شد.
او از سال ۱۸۹۷ تا ۱۹۰۰ عضو Sky Football بود. پس از جدایی در سال ۱۹۰۰، به تشکیل باشگاه فوتبال مادرید، که اکنون به رئال مادرید معروف است، کمک کرد و اولین رئیس این باشگاه او بود.